# Exoprosopinae
Exoprosopinae – podrodzina muchówek z podrzędu krótkoczułkich i rodziny bujankowatych.
Muchówki te wyróżniają się na tle rodziny obecnością silnego wcięcia na tylnej krawędzi oczu złożonych. Genitalia samców cechują się nadprąciem w widoku od strony grzbietowym mającym postać szerokiego, językowatego wyrostka o zaokrąglonym wierzchołku, osadzonego w nabrzmiałej podstawie.
Takson rangi rodzinowej od rodzaju Exoprosopa jako pierwszy wyprowadził Theodor Becker w 1912 roku. Do podrodziny tej zalicza się 53 opisane rodzaje, zgrupowane w dwóch plemionach:
- Exoprosopini Becker, 1912
- Villini Hull, 1973

Frank M. Hull zaproponował w 1972 roku wyróżnienie również plemienia Villoestrini, jednak współcześnie rodzaj Villoestrus włączany jest w skład plemienia Villini. Dawniej rodzaje klasyfikowane obecnie w Eoprosopinae umieszczane były w Anthricinae.